# 细裂针毛蕨
细裂针毛蕨（学名：Macrothelypteris contingens）为金星蕨科针毛蕨属下的一个种。

## 扩展阅读
- 維基物種上的相關：细裂针毛蕨